# مرصد سميثسونيان للفيزياء الفلكية
مرصد سميثسونيان للفيزياء الفلكية (بالإنجليزية: Smithsonian Astrophysical Observatory، يُختصر إلى SAO)‏ هو معهد أبحاث تابع لمؤسسة سميثسونيان يُركِّز على دراسات الفيزياء الفلكية بما في ذلك علم فلك المجرة وخارج المجرة، وعلم الكون، والعلوم الشمسية، وعلوم الأرض والكواكب، والنظريات والمقاييس، وذلك باستخدام الرصد في الأطوال الموجية من أشعة غاما عالية الطاقة إلى الأشعة الراديوية، جنبًا إلى جنب مع موجات الجاذبية. تأسس هذا المرصد في واشنطن العاصمة عام 1890، ثم نُقل مقره الرئيس في عام 1955 إلى كامبريدج بماساتشوستس، حيث تجري أبحاثها بالتعاون مع مرصد كلية هارفارد (HCO) وقسم علم الفلك بجامعة هارفارد. في عام 1973، أَضْفَتْ مؤسسة سميثسونيان وجامعة هارفارد الطابع الرسمي على التعاون تحت اسم مركز الفيزياء الفلكية | هارفارد وسميثسونيان (Center for Astrophysics | Harvard & Smithsonian) (CfA) تحت مدير واحد.

## روابط خارجية
- SAO homepage
- Center for Astrophysics | Harvard & Smithsonian